# Зверински манастир
Зверин-Покровски манастир (рус. Зверин-Покровский монастырь) некадашњи је православни женски манастир под ингеренцијом Руске православне цркве (епархије Новгородске и Староруске). Манастирски комплекс се налази на левој обали реке Волхов, у граду Великом Новгороду, на северозападу европског дела Руске Федерације. Тачан датум оснивања манастира није познат, а први писани подаци о њему датирају из једног летописа из 1148. године. Манастирско сестринство распуштено је 1919. године, а у данашње време ту се налазе богословија и музеј. Посвећен је Покрову Пресвете Богородице. Сматра се петим по реду најстаријим манастиром саграђеним на подручју данашње Русије.
Манастир се од 1992. године налази на Унесковој листи светске баштине као део комплекса Историјски споменици Новгорода и околине. Храм се такође налази на листи културног наслеђа Руске Федерације где је заведен под бројем 5310024000.

## Историјат
Тачан датум настанка Зверинског манастира није познат, а први писани подаци о манастиру потичу из 1148. године када се у једном летопису помиње датум 27. јун као дан када је од удара грома изгорела дрвена Покровска црква.
Иако је манастир током реформи 1721. привремено био упразњен, шест година касније поново је успостављен. Крајем XVIII века манастирском комплексу Зверинског манастира присаједињен је и суседни Никољско-Бељски манастир који је од Зверинског манастира био раздвојен тек једном оградом.
Иако је 1919. године манастир преображен у парохијску цркву, манастирско сестринство је наставило да живи ту. Међутим због недостатка прихода, али и притисака комунистичких власти манастир је коначно затворен, а његова имовина национализована у јануару 1930. године. Централна манастирска црква Покрова Пресвете Богородице враћена је РПЦ тек 1989. године.

## Манастирски комплекс
- Црква Покрова Пресвете Богородице – главни манастирски храм чије постојање је извесно још у XII веку. Првобитни храм био је саграђен од дрвета, а на његовом месту је 1335. године подигнута грађевина од чврстог материјала.
- Црква Симеона Богопримца – саграђена је 1467. на месту раније саграђене дрвене црквице. У цркви се чувала икона Симеона Богопримца која се сматрала највреднијом манастирском реликвијом.
- Покровски сабор – најмлађа је црква у манастиру саграђена 1899. године. У храм су 20. марта 1995. пренесене мошти православног светитеља преподобног Саве Вишерског